# Lebansegestria
Lebansegestria – wymarły rodzaj pająków z podrzędu Opisthothelae i rodziny czyhakowatych, jedyny z monotypowej podrodziny Lebansegestriinae. Obejmuje tylko jeden wczesnokredowy gatunek, L. azari, którego inkluzje znaleziono w bursztynie libańskim.

## Taksonomia
Rodzaj i jego gatunek typowy opisane zostały po raz pierwszy w 2008 roku przez Jörga Wunderlicha na łamach „Beiträge zur Araneologie”. Opisu dokonano na podstawie inkluzji pojedynczego okazu w bursztynie libańskim, datowanej na późny barrem lub wczesny apt w kredzie. Odnaleziono ją w Mdejridż w okolicy Hammany w muhafazie Dżabal Lubnan w Libanie. Epitet gatunkowy nadano na cześć Dany’ego Azara.

## Morfologia
Jedyny znany okaz to samiec mający 1,7 mm długości ciała przy prosomie długości 0,9 mm. W ubarwieniu dominują jasne szarości. Prosoma była dłuższa niż szersza, bez silnego zwężenia z przodu, o niewyraźnej jamce karapaksu i pionowym nadustku. Występowało sześcioro oczu. Stosunkowo duże szczękoczułki miały przypuszczalnie grube pazury jadowe. Stosunkowo długie i cienkie odnóża miały tylko po jednej parze szczecinek spodnich (z wyłączeniem pary wierzchołkowej) na goleniach i nadstopiach pierwszej i drugiej pary. Spośród trzech wieńczących każdą stopę pazurków parzyste opatrzone były pojedynczym szeregiem długich ząbków, a nieparzysty był dobrze wykształcony. Nie występowały skopule ani przypazurkowe kępki włosków. Stopy nie miały trichobotrii. Owalną opistosomę (odwłok) stosunkowo gęsto porastało krótkie owłosienie. Kądziołki przędne wszystkich sześciu par były krótkie.
Nogogłaszczki miały smukłe udo i rzepkę, bardzo gruby goleń, przeciętnej długości cymbium oraz bardzo długi i smukły bulbus z długim, sierpowatym i u szczytu pogrubionym embolusem.